# Квонган
Квонган — різновид пустища. Екорегіон південного заходу Австралії. Тягнеться Прибережною рівниною Свон від мису Натуралісте (англ. Cape Naturaliste) до Перта. Незважаючи на настільки значну протяжність, велика частина квонгану знищено.

## Етимологія
Назва «квонган» взято з мови племені нунгар.

## Географія
Квонган має багату флору з густими заростями склерофітових чагарників, зустрічаються також ізольовані невеликі дерева. Також для квонгану характерно піщаний ґрунт (у якому мало поживних речовин), часті природні пожежі, дуже високий рівень ендемічності, різноманітність місцевих рослин. Клімат для цієї місцевості близький до середземноморського: для зимового періоду звичайні часті проливні дощі, літо спекотне та сухе.
Квонган має схожість з середземноморським макі, каліфорнійською чапаралью, чилійською маторралью і фінбошем Південної Африки..